# Williamsiella morgani
Williamsiella morgani är en insektsart som först beskrevs av Ian A. Hood 1941.  Williamsiella morgani ingår i släktet Williamsiella och familjen rörtripsar. Inga underarter finns listade i Catalogue of Life.